# 中央アメリカの紛争一覧

## コスタリカ
- 1921 コト戦争 (対パナマ)
- 1948 コスタリカ内戦

## グアテマラ
- 1524 — 1697 スペインのグアテマラ征服

| 日付          | 出来事                                                                                           | 現代の地域(またはメキシコの州)                                     |
| ------------- | ------------------------------------------------------------------------------------------------ | ------------------------------------------------------------------ |
| 1524年2月-3月 | スペインがキチェに対して勝利                                                                     | レタルレウ、スチテペケス、ケツァルテナンゴ、トトニカパン及びキチェ |
| 1524年2月8日  | Zapotitlánの戦い スペインがキチェに対して勝利                                                    | スチテペケス                                                       |
| 1524年2月12日 | 第一次チマルテナンゴの戦い この戦いでキチェの君主テクン・ウマンが死亡                            | チマルテナンゴ                                                     |
| 1524年2月18日 | 第二次チマルテナンゴの戦い                                                                       | チマルテナンゴ                                                     |
| 1524年3月     | ペドロ・デ・アルバラード下のスペインがキチェの首都クマルカフを破壊した                           | キチェ                                                             |
| 1524年4月14日 | スペインはイシムチェに侵入しカクチケルと同盟を結んだ                                             | チマルテナンゴ                                                     |
| 1524年4月18日 | アティトラン湖岸での戦いでスペインはツトゥヒルを打ち負かした                                     | ソロラ                                                             |
| 1524年5月9日  | ペドロ・デ・アルバラードがIzcuintepeque付近のPanacaltepequeまたはPanacalのPipilを打ち負かした    | エスクィントラ                                                     |
| 1524年5月26日 | ペドロ・デ・アルバラードがAtiquipaqueのシンカを打ち負かした                                      | サンタ・ローサ                                                     |
| 1524年7月27日 | イシムチェはグアテマラの最初の植民地首都を宣言した                                               | チマルテナンゴ                                                     |
| 1524年8月28日 | カクチケルはイシムチェを放棄し同盟を破った                                                       | チマルテナンゴ                                                     |
| 1524年9月7日  | スペインがカクチケルに宣戦布告                                                                   | チマルテナンゴ                                                     |
| 1525          | ペドロ・デ・アルバラードがポコマムの首都を陥落させた                                             | グアテマラ                                                         |
| 1525年3月13日 | エルナン・コルテスがペテン・イツァ湖に到着                                                       | ペテン                                                             |
| 1525年10月    | マムの首都サクレウは、長期間の包囲の後ゴンサロ・デ・アルバラード・イ・コントレーラスに降伏した   | ウェウェテナンゴ                                                   |
| 1526          | チャホマ人のスペインに対する反乱                                                                 | グアテマラ                                                         |
| 1526          | アカサグアストランがDiego Salvatierraにエンコミエンダとして委託される                            | エル・プログレソ                                                   |
| 1526          | アルバラードより送られてきたスペインのキャプテン達がチキムラを征服                               | チキムラ                                                           |
| 1526年2月9日  | スペインの脱走兵がイシムチェを炎上させた                                                         | チマルテナンゴ                                                     |
| 1527          | スペインはグアテマラの首都テクパンを放棄した                                                     | チマルテナンゴ                                                     |
| 1529          | サン・マテオ・イシュタタンがゴンサロ・デ・オバジェにエンコミエンダとして委託される               | ウェウェテナンゴ                                                   |
| 1529          | スペインがウスパンタンで敗走                                                                     | キチェ                                                             |
| 1529年9月     | チキムラの反乱が鎮圧された                                                                       | チキムーラ                                                         |
| 1530年4月     | カクチケルがスペインに降伏                                                                       | サカテペケス                                                       |
| 1530年5月9日  | イシルとウスパンテコがスペインに降伏                                                             | キチェ                                                             |
| 1530年12月    | Juan de León y Cardonaがサン・マルコスとサン・ペドロ・サカテペケスを設立した                     | サン・マルコス                                                     |
| 1533年4月     | コバンの創設                                                                                     | アルタ・ベラパス                                                   |
| 1543          | チュフとカンホバルの最初の縮小                                                                   | ウェウェテナンゴ                                                   |
| 1549          | サン・クリストバル・アカサグアスティアン(San Cristóbal Acasaguastlán)のコレヒミエント創設        | エル・プログレソ、サカパ及びバハ・ベラパス                         |
| 1551          | 低地のマヤがFrancisco de Vicoを殺害                                                              | アルタ・ベラパス                                                   |
| 1555          | TopiltepequeとLakandon Ch'olの縮小                                                               | アルタ・ベラパス                                                   |
| 1560          | フランシスコ会の宣教師がイツァの首都のノフペテンに到着                                           | ペテン                                                             |
| 1618          | 更なる宣教師のノフペテン遠征                                                                     | ペテン                                                             |
| 1619          | サン・マテオ・イシュタタンとサンタ・エウラリア(Santa Eulalia)の縮小                              | ウェウェテナンゴ                                                   |
| 1686年1月29日 | Melchor Rodríguez Mazariegosはウェウェテナンゴを去り、Lacandónへの遠征を率いた                   | ウェウェテナンゴ                                                   |
| 1695          | フランシスコ会の修道士アンドレス・デ・アベンダーニョはイツァの改宗を試みた                       | ペテン                                                             |
| 1695年2月28日 | ラカンドンに対するスペインの探検隊がコバン、サン・マテオ・イシュタタン、オコシンゴから同時に出発 | アルタ・ベラパス、ウェウェテナンゴ及びチアパス州                   |
| 1696          | アンドレス・デ・アベンダーニョはノフペテンから去ることを余儀なくされた                           | ペテン                                                             |
| 1697年3月13日 | 激しい戦闘の後スペインはノフペテンを陥落させた                                                   | ペテン                                                             |

- 1530 アルバラードによるCakchiquelのマヤン族の王国、マム人及びイシル族の奴隷化
- 1811 1811 独立運動
- 1823 — 1838 中央アメリカ連邦共和国独立とメキシコ帝国による併合
- 1896 — 1898 中央アメリカ大共和国
- 1960 — 1996 中米紛争
  - 1960 — 1996 グアテマラ内戦

## ニカラグア
- 1898 — 1934 バナナ戦争
  - 1912年9月19日 マサヤの戦い
  - 1912年10月3日 — 1912年10月4日 コヨテペ丘(Coyotepe Hill)の戦い
  - 1927年5月16日 ラ・パス・セントロ(La Paz Centro)の戦い
  - 1927年7月16日 オコタルの戦い
  - 1927年7月25日 サン・フェルナンド(San Fernando)の戦い
  - 1927年7月27日 サンタ・クララ(Santa Clara)の戦い
  - 1927年9月19日 テルパネカ(Telpaneca)の戦い
  - 1927年10月9日 Sapotillalの戦い
  - 1928年1月1日 ラス・クルーセス(Las  Cruces)の戦い
  - 1928年2月27日 — 1928年2月28日 El Bramaderoの戦い
  - 1928年5月13日 — 1928年5月14日 La Florの戦い
  - 1930年12月31日 アチュアパ(Achuapa)の戦い
  - 1932年9月16日 Agua Cartaの戦い
  - 1932年12月26日 エル・サウセ(El Sauce)の戦い
- 1926 — 1927 ニカラグア内戦
- 1960 — 1996 中米紛争
  - 1961 — 1990 サンディニスタ革命

## エルサルバドル
- 1969 サッカー戦争
- 1960 — 1996 中米紛争
  - 1979 — 1992 エルサルバドル内戦
    - 1981年12月11日 エル・モソテ虐殺
    - 1982年8月21日 — 1982年8月22日 El Calabozo虐殺
    - 1985年6月19日 21:30 ソナ・ロサ(Zona Rosa)攻撃
    - 1989年11月16日 中米大学の学者(司祭)の殺害

## ホンジュラス
- 1960 — 1996 中米紛争
  - 1982 — 1986 3-16大隊は少なくとも184人のホンジュラスの学生、教授、ジャーナリスト、人権活動家などの殺害・失踪・拷問・誘拐を行った

## パナマ
- 1921 コト戦争 (対コスタリカ)
- 1960 — 1996 中米紛争
  - 1989 — 1990 アメリカのパナマ侵攻
    - 1989年12月20日 アシッド・ガンビット(Acid Gambit)作戦
    - 1989年12月23日 ニフティ・パッケージ作戦

## ベリーズ
- 1981 Heads of Agreement Crisis

## 関連リンク
- 北アメリカの紛争一覧
- 南アメリカの紛争一覧
- ヨーロッパの紛争一覧
- アフリカの紛争一覧
- アジアの紛争一覧
- 近東の紛争一覧
- 中東の現代の紛争一覧
- 戦争一覧
- 中央アメリカ
- 中央アメリカ史